# هرتسن
هرتسن (به سوئدی: Hertsön) یک جزیره در سوئد است که در بخش لولیو واقع شده‌است. هتشاون ۷۳٫۴۲ کیلومتر مربع مساحت دارد.